# Dahomeyide-Gürtel

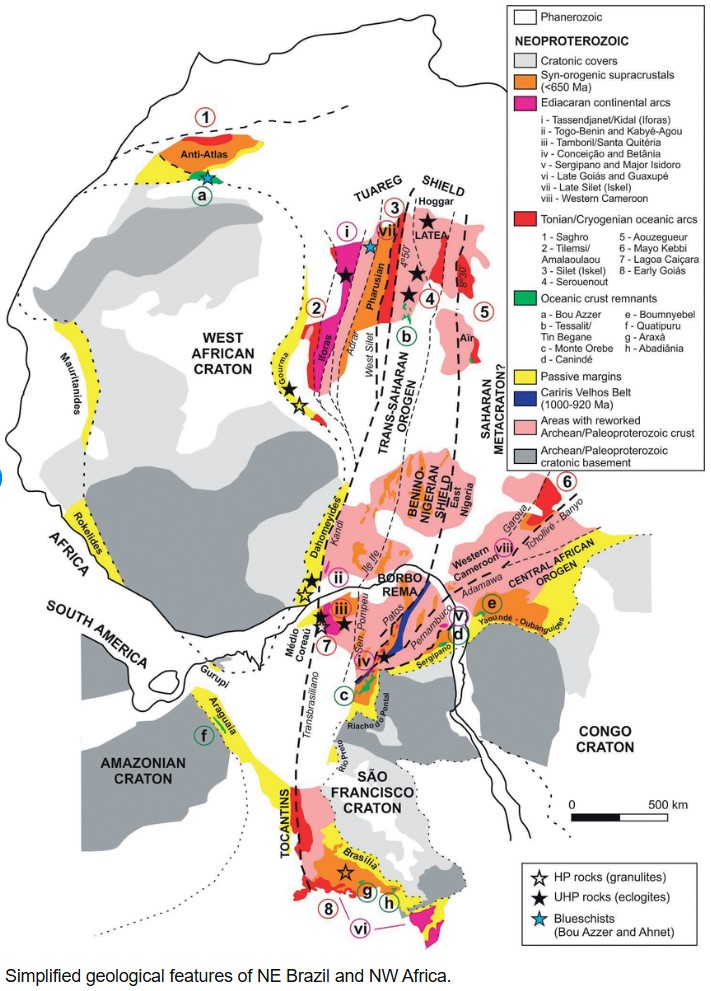
Geologische Strukturen im Nordosten Brasiliens und Nordwesten Afrikas mit dem afrikanischen Dahomeyide-Gürtel und der braslilianischen Borborema-Provinz

Der Dahomeyide-Gürtel ist ein in nord-südlicher Richtung verlaufender orogener Gürtel in den afrikanischen Ländern Togo und Benin. Im Westen grenzt er an das ghanaische Volta-Becken, welches am südöstlichen Rand des Westafrika-Kratons entstand. Die östliche Begrenzung bildet der Benin-Nigeria-Schildes, der größtenteils in Nigerias liegt. Zwischen den beiden erstreckte sich der Pharusische Ozean, durch dessen Schließung dieser Gürtel bis ca. 610 mya entstand. Dieser wird vom Kandi-Lineament durchzogen. In der regionalen Geologie Afrikas wird er dem Transsahara-Gürtel zugeordnet. Obwohl der Dahomeyide-Gürtel am Südatlantik ausläuft kann er in der Borborema-Provinz im brasilianischen Bundesstaat Ceará nachvollzogen werden, da der Benin-Nigeria-Schild und die Borborema-Provinz infolge der Pan-Afrikanischen Orgenese und der Brasiliano-Orogenese tektonischen Kontakt hatten. Diese Orogenesen führten zur Formierung Westgondwanas. Deren Trennung erfolgte während der Öffnung des Südatlantiks in der frühen Kreide ab ca. 135 mya.
Namengebend für diesen Gürtel war das ehemalige afrikanische Königreich Königreich Dahomey bzw. die Republik Dahomey, die später in Benin umbenannt wurde. Bei Togo und Benin grenzt er mit der Bucht von Benin am Golf von Guinea an den Südatlantik.

## Tektonische Entwicklung

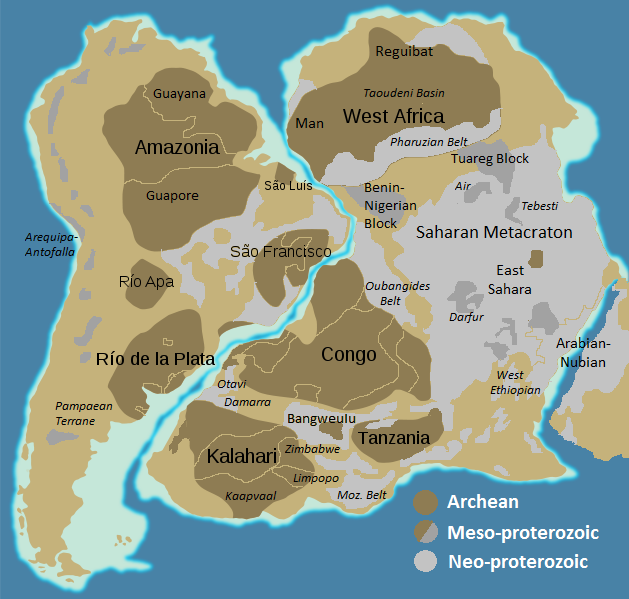
Vereinfachte Karte Westgondwanas mit dem Westafrika-Kraton, dem Benin-Nigeria-Schild und dem Pharusischen Belt bzw. Pharusischen Ozean

Die geologisch-tektonische Evolution begann ab ca. 1000 mya an den Kontinentalrändern des Westafrika-Kratons und des brasilianischen während einer kontinental/marinen Grabenbruchphase im afrikanischen Pharusischen Ozean und dessen Verbindung mit dem südamerikanischen Goiás-Ozean. An diesem Kontinentalränder lagerten sich die afrikanischen Atacora-Gesteinseinheiten und vergleichbare Ablagerungen in der brasilianischen Borborema-Provinz ab. Um 800 mya setzte die Subduktion des Pharusischen Ozeans unter den Benin-Nigeria-Schild ein mit Bildung von juveniler Kruste aus verarmtem Erdmantelmaterial sowie eines Forearc-Beckens am Rand des Benin-Nigeria-Schildes ein. Ab 780 mya führte die fortschreitende Subduktion zur Ausbildung eines Inselbogens am aktiven Rand des Benin-Nigeria-Schildes. Von 620 bis 610 mya war der Pharusische Ozean soweit geschlossen, dass der Westafrika-Kraton, die Krusten des Inselbogens und des Benin-Nigeria-Schildes kollidierten. Zwischen 610 und 580 mya wurden subduzierte Gesteine unter Krustenverdickung und -aufwölbung sowie teilweiser partieller Gesteinsaufschmelzung (Anatexis) und subvertikaler Blattverschiebung exhumiert.

## Regionale Geologie

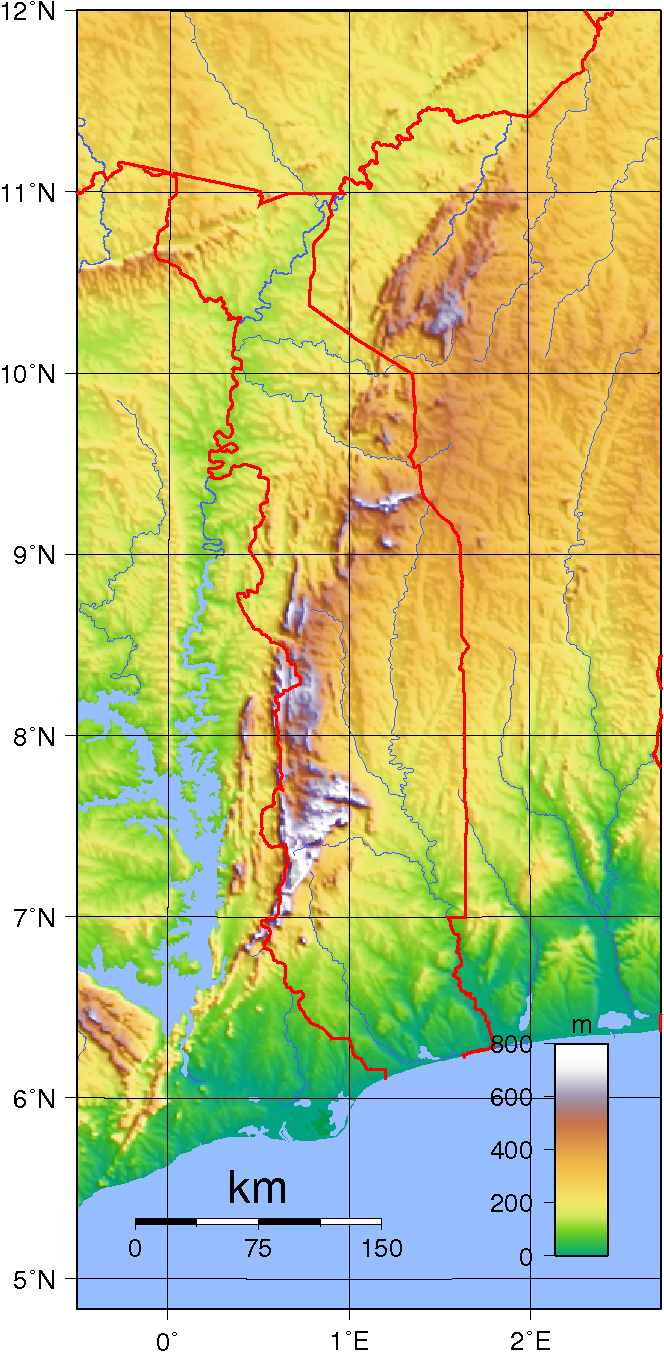
Topografische Karte von Togo und Benin mit dem Togo-Atakora-Gebirge

Topografisch wird der Dahomeyide-Gürtel durch das Togo-Atakora-Gebirge dargestellt.
Tektonisch wird der Dahomeyide-Gürtel in drei Zonen strukturiert: Die westliche (external) Zone, die östliche (internal) Zone und die zwischen ihnen liegende (Dahomey) Suturzone.

### Westliche Zone

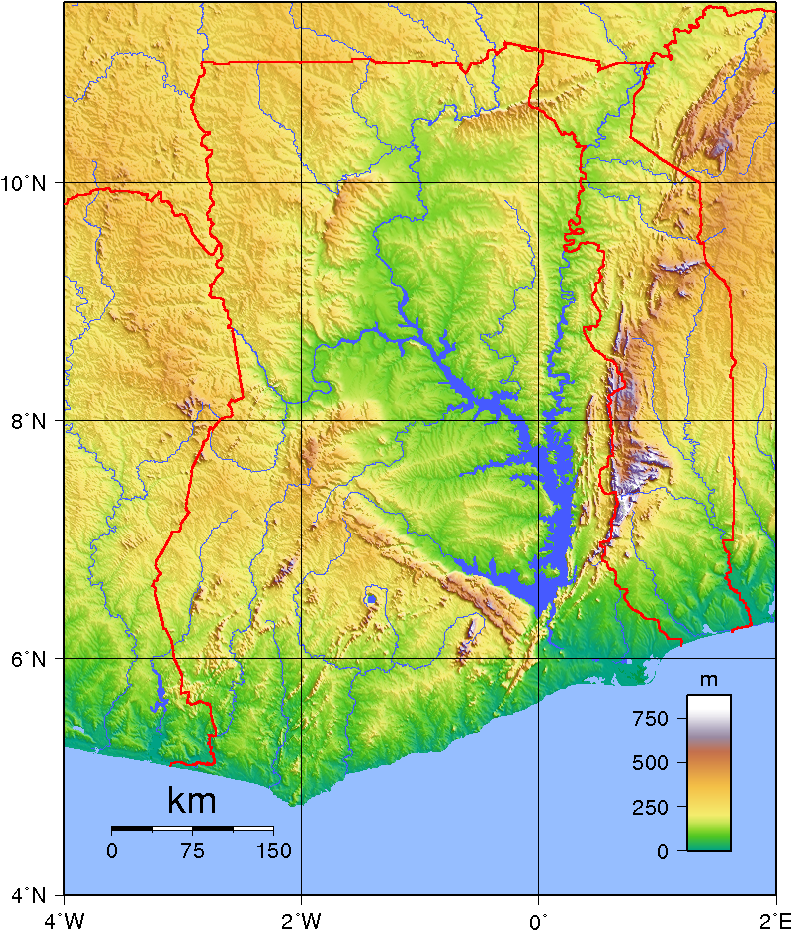
Topographie Ghanas mit dem Volta-Becken, dem Volta-Stausee und der Atakora-Gebirgskette im Osten

Die westliche Zone entwickelte sich am passiven Rand des Volta-Vorlandbecken an der Südostflanke des Westafrika-Kratons. Die westlichen Zone stellt eine vulkano-sedimentäre ophiolithische Überschiebungsdecke aus sehr unterschiedlichen Gesteinsbestandteilen dar, die über die östlichen Ablagerungen des Volta-Beckens geschoben wurde. Sie ist in der heutigen Atakora-Gebirgskette und der Akwapim-Togo-Kette aufgeschlossen. Die basale Buem-Formation bildet die am weitesten westlich verschobene Einheit und wird gebildet aus sedimentären und schwach metamorph überprägten quarzitischen Sandsteinen, Arkosen, Tonsteinen, Schluffsteinen, Cherts, Hämatiten und Glimmerschiefern, assoziiert mit mafischen Vulkaniten, wie Basalten, Kissenlaven, Diabasen sowie serpentinitischen ultramafischen Gesteinen. Ein konglomeratischer Horizont nahe der Basis dieser Formation wird als glazialer Tillit interpretiert. Die Buem-Formation wird überlagert durch die schwach metamorph überprägte Atacora-Formation. Sie gliedert sich in ein Paket aus Glimmerschiefern mit konglomeratischen Zwischenlagen sowie basaltischen Vulkaniten und Grünschiefern. Darüber lagert das oberste Paket, bestehend aus Quarziten und quarzitischen Sandsteine mit konglomeratischen Zwischenlagen. Die Ablagerungen der westlichen Zone zeigen eine versetzte Staffelung mit südostwärts einfallender, quasi-paralleler Schichtung und nordwestwärts geneigter (vergenter) Faltenbildungen.

### Suturzone
Diese schmale Suturzone trennt tektonisch die westliche von der östlichen Zone. Sie enthält petrologisch und metamorph sehr diverse mafische und ultramafische Gesteine wie Basalte, Eklogite, Granulite, Amphibolite und Karbonatite. Diese wurden unter unterschiedlich hohen Druck- und Temperatur-Metamorphosebedingungen (siehe auch → Eklogit-, Granulit- und Amphibolit-Fazies) gebildet. Manche dieser Gesteine sind verzahnt mit Quarziten aus der westlichen Zone, was auf eine nordwestwärts gerichtete Aufschiebung Benin-Nigeria-Schildes auf östliche Randbereiche des Westafrika-Kratons schließen lässt. Aus dem Auftreten der metamorph hoch überprägten Eklogite, Granulite, Amphibolite und Karbonatite wird geschlossen, dass die überfahrene Flanke des Westafrika-Kratons bis auf Erdmanteltiefe abtauchte. Dieses fand um ca. 610 mya statt, verbunden mit dem Höhepunkt der Gesteinsmetamorphose. Später wurden diese Gesteine wieder exhumiert. Die Suturzone ist auch in dem Togo-Atakora-Gebirge und der Akwapim-Togo-Kette vorhanden und bildet den östlichsten Überschiebungsbereich.

### Östliche Zone
Die östliche Zone entspricht petrologisch etwa der westlichen Zone des Benin-Nigeria-Schildes sowie den östlichen Bereichen der Suturzone. In ihr sind überwiegend hochgradig metamorph überprägte und deformierte Granulite und granitische Orthogneise mit amphibolitischer Fazies sowie granitoidische Gneise, Migmatite und Meta-Sedimente vertreten. Diese stammen von paläoproterozoischen Ausgangsgesteinen des Benin-Nigeria-Schildes ab. Daneben kommen ostwärts vermehrt neoproterozoische Granitoide mit kalkalkalischer Affinität vor, die sich in Inselbögen entwickelte hatten. Infolge post-tektonischer Prozesse intrudierten im späten Neoproterozoikum Granitoide. Längs durch die östliche Zone verläuft das bis zu 50 km breite Kandi-Lineament. Dieses erstreckt sich bis zum Tuareg-Schild und kann auch in der brasilianischen Borborema-Provinz detektiert werden. An dieser paläoproterozoischen kontinentalen Transformstörung ereigneten sich rechtsgerichtete (dextrale) Verschiebungen mit Deformationen und Metamorphosen unter Hoch- bis Niedertemperatureinflüssen. Entlang dieses Lineaments bildeten sich im Südosten und Nordwesten zwei frühkambrische Graben aus, in denen Molassen post-tektonsich aufgewölbter Landmassen ablagert wurden.